# دوغ لورانس
دوغ لورانس (بالإنجليزية: Doug Lawrence)‏ هو عازف جاز أمريكي، ولد في 11 أكتوبر 1956 في ليك تشارلز في الولايات المتحدة.

## وصلات خارجية
- دوغ لورانس على موقع ميوزك برينز (الإنجليزية)
- دوغ لورانس على موقع أول ميوزيك (الإنجليزية)
- دوغ لورانس على موقع ديسكوغز (الإنجليزية)